# Jan Stąpór
Jan Stąpór (Stąpur) (ur. 23 czerwca 1901 w Niestachowie, poległ w walce 28 czerwca 1920 pod Kryłowem) – kanonier Wojska Polskiego. Uczestnik wojny polsko–bolszewickiej. Kawaler Orderu Virtuti Militari.

## Życiorys
Urodził się 23 czerwca 1901 w Niestachowie jako syn Stanisława i Franciszki z d. Anioł. Od 3 lipca 1920 żołnierz 4 dywizjonu artylerii konnej w odrodzonym Wojsku Polskim walczył na frontach wojny polsko-bolszewickiej.
Szczególnie odznaczył się w walce 28 czerwca 1920 „pod wsią Kryłów na Białorusi, gdy otoczony przez nieprzyjacielskich kawalerzystów bronił swego działa. Zginął na miejscu walki i tam pochowany”.  
Za tę postawę odznaczony pośmiertnie Orderem Virtuti Militari.

## Ordery i odznaczenia
- Krzyż Srebrny Orderu Wojskowego Virtuti Militari nr 3310[2][3]